# Bryum pocsii
Bryum pocsii là một loài rêu trong họ Bryaceae. Loài này được Bizot mô tả khoa học đầu tiên năm 1971.